# 澤田隆治
澤田 隆治（さわだ たかはる、1933年〈昭和8年〉3月18日 - 2021年〈令和3年〉5月16日）は、日本のテレビプロデューサー、テレビディレクター、ラジオプロデューサー。テレビランド代表取締役社長。
東阪企画創立者で元代表取締役会長。その他にも日本映像事業協会会長、大阪放送芸術学院校長、全日本テレビ番組製作社連盟顧問、笑いと健康学会会長等を務める。
弟は放送作家の尾上たかし。
“さわだ りゅうじ”の読み方をされることもある。

## 来歴・人物
大阪府吹田市出身。大阪商船に勤めた父の転勤で2歳から京城で育ち、終戦で父の故郷・富山県高岡市に引き揚げ、寂しい心を癒やしたのが喜劇映画だった。旧制富山県立高岡中学校（現・富山県立高岡高等学校）1年に編入、中学3年で住まいを移し、旧制兵庫県立尼崎中学校（現・兵庫県立尼崎高等学校）へ転入する。市立尼崎高等学校から神戸大学文学部日本史学科に進学。高尾一彦の門下生として、卒論テーマは「淡路における請山制山林経営」。1955年（昭和30年）に大学を卒業後、朝日放送（ABC）に入社。

### 朝日放送在職時代
同期は「必殺シリーズ」を生んだ山内久司、高校野球中継などの実況で有名なアナウンサーの植草貞夫らがいる。朝日放送は当時 ラジオ単営局だったため、ラジオ番組の演芸プロデューサーとして『東西寄席風景』『漫才教室』『浪曲歌合戦』『上方寄席囃子』などのラジオ番組を主に担当する。上司の松本昇三の下で現在も続く落語会『上方落語をきく会』を企画した。
1958年（昭和33年）、朝日放送と新日本放送（後のMBSメディアホールディングス（毎日放送））の合弁だった大阪テレビ放送（OTV）の合弁解消が決まり、吸収合併されることになったOTVへ出向。OTVでの初演出は『パッチリ天国』、日本テレビ、ラジオ東京テレビ（KRT）へネットしたダイマル・ラケット、森光子 主演の『びっくり捕物帳』のコメディ番組でディレクターを担当。合併して、朝日放送大阪テレビを経て「ABCテレビ」に変わった後も『スチャラカ社員』『てなもんや三度笠』『ごろんぼ波止場』『新婚さんいらっしゃい!』などの公開コメディ・バラエティ番組を次々とヒットさせる。香川登志緒脚本、藤田まこと主演で澤田が演出した『てなもんや三度笠』は最高視聴率64.8%を獲得する「お化け番組」となり、社会現象となった。『てなもんや - 』の映画シリーズ 全5作と『スチャラカ社員』の映画版は香川が原作、澤田は共同脚本に名を連ねた。
草創期のテレビ制作者の中では最も早くから視聴率第一主義を取った一人で、一瞬のギャグのリハーサルに30分〜1時間掛かることが珍しくなく、厳しい演出で知られ、タレントたちからは「魔王」と恐れられていたという。
昭和40年代に入ってから、香川は「もう、これ以上 書けまへん」と匙を投げて、『スチャラカ』を降板。1967年（昭和42年）4月、番組は終了。二人の対立は『てなもんや』に飛び火して、こちらも1968年（昭和43年）4月改編で終了した。『てなもんや』終了後の後番組『てなもんや一本槍』『てなもんや二刀流』『スコッチョ大旅行』は主演の藤田と脚本の香川は続投したが澤田は関わらず、いずれも短命に終わった。
『てなもんや三度笠』終了後、バラエティ番組の制作と平行する形で、澤田はテレビドラマの制作に乗り出す。1968年、高田浩吉主演の『伝七捕物帳』を、1969年、本郷功次郎主演の『天保つむじ風』をそれぞれ手掛け、後の『裸の大将放浪記』シリーズに繋がる礎となった。
ABC、MBS、KTV、YTV、松竹芸能の共同出資で、1970年（昭和45年）に設立された制作会社「ビデオワーク」へ出向。澤田は松竹の正司敏江・玲児を見い出して、帯番組『敏江・玲児だ、みんな集まれ!』。週末の『あきれた学園』『ミニミニ社員』と週7日、2人のレギュラーを配置するという勝負に出た。どつき漫才の敏江・玲児は全国区の人気者になった。『ミニミニ - 』は4ヶ月で打ち切りとなり、1971年（昭和46年）、『新婚さん-』の立ち上げに弟の尾上とともに関わるが、実際のプロデュースは後輩の三上泰生が務めるという冷遇を受けた。
澤田はスタート直後にビデオワークから報道局ラジオ報道部へ異動となり、バラエティ番組の制作からは一旦離れた。

### 東阪企画社長として
1974年（昭和49年）、日本テレビの制作局次長だった井原高忠の薦めで上京。朝日放送が大阪東通と話し合って出資した東阪企画を設立。ABCは澤田に東阪企画を通じて、他のキー局や在京の制作会社各社と交流を強化する役割を期待して、異例の兼職を認めた。

その後は関西で培ったお笑いの知識や人脈を生かして『花王名人劇場』（関西テレビ・フジテレビ系）の演出・プロデュースを担当するなど、得意とする演芸番組で実績を作り、演芸分野以外では『ズームイン!!朝!』（日本テレビ）など数多くの番組を手掛ける。最盛期は月80本以上のレギュラー番組を制作、放送した。同社は63歳となった1996年（平成8年）まで在籍した。

社会現象になった1980年代初頭の漫才ブームは『花王名人劇場』における澤田の果たした役割が大きいとされ、この番組で放送した横山やすし・西川きよし、B＆B、星セント・ルイス出演の「激突!漫才新幹線」がヒット。現在では『THE MANZAI』の横澤彪と並ぶ「漫才ブームの仕掛け人」の評価が確立している。

その一方で、上方を中心とする大衆演芸の後継者育成に力を入れて、花王名人劇場の年末特別企画で演芸賞『花王名人大賞』を創設。番組では9回に渡って放送した。漫才ブームからお笑い第三世代の担い手たちは花王名人大賞の新人賞を受けた者が多く、香川がいち早くその実力を認めたダウンタウンもその一組である。
1979年（昭和54年）にスタートした『ズームイン』に東阪が制作協力として加わり、1980年（昭和55年）6月、井原が病気を理由に退職すると早朝から日中に掛けての時間帯の生放送番組の大半を東阪が関わるようになった。現在は平日朝の『ZIP!』『PON!』、土曜日朝の『ズームイン!!サタデー』に東阪のスタッフが入っている。
澤田はテレビ番組以外にイベント企画等を手掛け、スペースワールド（北九州市）のオープン プランニングに参加、数多くの地方博の企画・演出を行った。

### 文化人として
著作活動も行い、1977年（昭和52年）に自身が係わりがあった笑芸人について まとめた著書『私説コメディアン史』を刊行。以降も自身の体験に基づく「笑い」に関する著書を続けて刊行。上方漫才等の傑作選をカセットテープやCDなどで編集。ライナーノーツを担当。
1994年、『NHK人間大学』（NHK教育テレビ）で「上方芸能・笑いの放送史」と題して、3ヶ月間 担当。帝京平成大学、国士舘大学 21世紀学部で「笑い学講座」を担当するなど、メディアのお笑い史に関する研究に力を入れた。

上方落語、漫才等の傑作選を録音に残すことを朝日放送の在籍当時から取り組んだ。ABC社内では『上方落語をきく会』やラジオ時代の自身の担当番組の音源を元に『ABC落語ライブラリー』を構築。その音源は後に『ABCヤングリクエスト』で名物コーナーとなり、『ウシミツリクエストABC』などでリメイクした『ミッドナイト寄席』。現在も放送中の『日曜落語 〜なみはや亭〜』など、ABCラジオの番組で利用するだけでなく、他社で商品化させて権利料を得るなど、ABCの収益に貢献した。

澤田がその基礎を作ったABC落語ライブラリーはライバル局のMBSラジオ、ラジオ大阪、FM大阪に影響を与えた。ABCラジオは1971年11月11日、澤田の1年後輩の狛林利男（後のワッハ上方 初代館長）が企画した開局20周年記念番組『1080分落語会』を放送、成功させた。これは上方落語協会のメンバー総出演で朝から深夜まで18時間、56席をひたすら演じ続けて、全てを生中継する形式で後にLPレコード3枚にまとめられた『実況録音盤』を発売した。MBSは1983年に入社した柏木宏之がライブラリーの整理に取り組み、ナイターオフに1時間を超える長編の噺をノーカットで放送した。

澤田は昭和40年代に入るとビデオデッキを購入、『てなもんや』など自らの担当番組を録画。『てなもんや』は昭和から平成に掛けて、4度に渡り商品化された。また他局の番組も多数録画に残しており、NHK『ばらえてい テレビファソラシド』など、澤田の録画が後にNHKアーカイブスに収蔵された例もある。
2000年（平成12年）度〜2003年（平成15年）度『ラジオ名人寄席』（NHKラジオ第1放送）水曜日の「漫才の水曜日」にゲスト解説者として出演。自らが番組制作に携わったラジオ・テレビ放送の主に上方系の色物の録音音源を持参して、番組中に放送。番組席亭の玉置宏と共に対話形式で解説を行った。
2006年度から、笑いと健康学会 会長を務めた。
2010年、自身が所蔵・所有する演芸の録音のCD化を目標としたレーベル「ミソラレコード」に監修者として関わり、同年、同社代表取締役社長の神谷一義の仲介に拠り、初代 桜川唯丸、初音家秀若の知己を得て、2012 - 2013年製作の鉄砲博三郎の新譜の監修を務めた。
2012年、放送芸術学院専門学校、大阪アニメーションスクール専門学校 学校長に就任。
2013年、富山県高岡市観光親善大使就任。
2014年、吉本興業主催の舞台『THE 舶来寄席』のエグゼクティブ プロデューサーに就任。
2017年8月3日、筑摩書房より「私説大阪テレビコメディ史　花登筐と芦屋雁之助」を発売。
2018年3月、大阪アニメーションスクール専門学校 学校長を退任。
2018年4月、放送芸術学院専門学校、東京放送芸術＆映画・俳優専門学校の学校長に就任。
2018年6月15日～6月24日、「なんばグランド花月」で開催した『THE舶来寄席2018』のエグゼクティブ・プロデューサーを5年連続で務めた。
2019年1月14日、1月28日　NHK総合『ファミリーヒストリー』にインタビュー出演。(1月14日のゲストは堺正章、1月28日のゲストは伊東四朗)
2019年1月25日、BSテレビ東京『武田鉄矢の昭和は輝いていた』の女性漫才師特集にゲスト出演。
2019年3月20日、NHK BSプレミアム『たけしのこれがホントのニッポン芸能史』の愛され続けて〇年？ 長寿番組のヒミツに迫るにVTR出演。
2019年5月31日～6月23日、なんばグランド花月にて吉本興業主催の『2019舶来寄席 THE　HAKURAIYOSE - THE　7TH HAKURAIYOSE 吉本興業×ワールドエンタテイメント特別公演』でエグゼクティブ プロデューサーを務めた。
2019年7月20日、7月27日の2週に渡って、てなもんや三度笠PR特別番組『てなもんや奮闘記』(時代劇専門チャンネル）に証言者として、ゲスト出演。2019年7月より、「てなもんや三度笠」を8話分 再放送した。
2019年10月18日、梅田芸術劇場シアター・ドラマシティで開催した SHOW-COMPANY 30周年記念公演『♬ショーカンパニー上方ミュージカルコメディ　♪唄子と啓助』の舞台監修を務めた。
2019年11月27日、コロンビアより「ザ・ベスト想い出の昭和漫才　東」(澤田隆治 選)、「ザ・ベスト想い出の昭和漫才　西」(澤田隆治 選)のCDをリリースした。
2020年1月27日、「澤田隆治 公式ホームページ」を開設。ホームページ管理責任者：株式会社テレビランド 大西康裕。
2020年3月10日、中央公論新社『森光子　百歳の放浪記』(著者：川良浩和)の証言を担当。
2020年7月5日、鳥影社『永田キング スポーツ漫才で一世を風靡した男の物語。いま新たな芸人伝説が光を放つ！！』を発売。
2020年8月5日、光村図書『ベスト・エッセイTHE BEST ESSAY 2020 日本文藝家協会編」を発売。
2020年10月4日～11月27日、時代劇専門チャンネルで『てなもんや三度笠』を2019年に続いて再放送した。2019年は4週、2020年は10週に渡って行われた。
2019年7月20日、7月27日、時代劇専門チャンネル『これが伝説の舞台裏！てなもんや奮闘記』(前編・後編)を2020年11月2日、11月27日の2回に渡って再放送した。
2020年12月11日、Ameba『澤田隆治オフィシャルブログ「喜劇王と共に」』を開設。12月13日初投稿【※澤田隆治事務所管理人・大西康裕担当】。没後の2021年5月16日以降も更新を継続中。
2020年12月11日〜12月25日、東京新聞『私の東京物語』」(澤田隆治)を全10回 掲載。
2020年12月23日、日本コロムビア『内海桂子・好江　傑作選』CDを発売。監修、評論を担当。
2021年1月1日、CD「内海桂子・好江　傑作選」とDVD VIDEO 「決定版内海桂子・好江 名選集」を毎日新聞に掲載。
2021年1月13日、日本コロムビア『DVD VIDEO 決定版 内海桂子・好江 名選集』をリリース。監修と評論を担当。
2021年1月16日、NHK BSプレミアム『たけしのこれがホントのニッポン芸能史』第24弾「海外ロケ番組」に写真提供。
2021年2月8日、WOWOWプライム、WOWOWオンデマンド、Youtube『電波少年W』にゲスト出演(リモート出演)。
2021年5月16日、東京都内の病院で死去。88歳没。

### 没後
2021年5月29日、『てなもんや三度笠』第301話「長島の難船」が時代劇専門チャンネルで午後9時20分より再放送。番組冒頭で追悼テロップが流れた。
2021年5月31日、つちや書店『ルーキー新一のイヤーンイヤーン人生』を発売。 
2021年7月31日、『てなもんや三度笠』第301話「長島の難船」が時代劇専門チャンネルで午後9時15分より再放送。
2021年11月20日、朝日放送テレビ(ABC)『鬼気〜奇跡を呼んだディレクター〜』を放送。令和3年度文化庁芸術祭参加作品。

## 主な作品

### 朝日放送（ABC）時代
テレビ
- 「びっくり捕物帳」
- 「やりくりアパート」
- 「もしももしもの物語」
- 「道頓堀アワー」
- 「お兄ちゃん」(1958年のテレビ番組)
- 「人形といっしょに」
- 「てっちゃん劇場」
- 「どろん秘帖」
- 「アチャコのどっこい御用だ」
- 「スチャラカ社員」
- 「近鉄金曜劇場・芸の虫　花菱アチャコ、曾我廼家五郎の芸道ものがたり」
- 「てなもんや三度笠」
- 「ごろんぼ波止場」
- 「マイ・チャンネル!」
- 「ドタンチ親子」
- 「伝七捕物帳」 (1968年のテレビドラマ)
- 「お多江さん」
- 「台風娘がやってきた」
- 「どんチッチ」
- 「悪一代」
- 「あきれた学園」
- 「天保つむじ風」
- 「仁鶴と遊ぼう！」
- 「サテスタ23」(ホテルラウンジショー）(日本初の次週出演交渉を電話で行う元祖）
- 「仁鶴・やすしきよしのただいま恋愛中」
- 「ミニミニ社員」
- 「敏江・玲児だ！みんな集まれ！」
- 「落語で売出せ」
- 「パッチリ天国」
- 「新婚さんいらっしゃい!」他

ラジオ
- 「光晴・夢若のお笑い人生修業」
- 「東西寄席風景」
- 「浪曲歌合戦」
- 「漫才教室」　他

映画
- 「てなもんや三度笠」脚本【東映・東宝】
- 「スチャラカ社員」脚色 【松竹】

### 東阪企画設立後
テレビ
- 「とことんやれ大奮戦!」
- 「爆笑バンバン」
- 「ぎんざNOW」(※コメディアン道場の審査員)
- 「スターむりむりショー」
- 「ブチャバカ大爆笑!!」
- 「ドカドカ大爆笑」
- 「二郎さんのOh!マイおやじ」
- 「マチャアキ!するぞー」
- 「初恋バンザイ」
- 「あゝ甲子園」
- 「あゝプロ野球」
- 「日曜ビックスペシャル浅草喜劇祭」
- 「やじうま寄席」
- 「ズームイン!!朝!」
- 「花王名人劇場」(前～中期:プロデューサー・演出→後期:企画)
  - 激突!漫才新幹線
  - 裸の大将放浪記シリーズ
  - アニメDEマンザイ じゃりン子チエ」(テレビスペシャルアニメ　1981)
  - 「アニメ　四谷怪談」（テレビスペシャルアニメ 1981）
- 「ドンピシャ!!ガンガン」
- 「爆笑タッチダウン」
- 「目方でドン」
- 「お笑いベストテン」
- 「笑いころげてたっぷり枝雀」
- 「おもしろ演芸決定版」
- 「ルンルンあさ6生情報」
- 「枝里子と鶴太郎のデータブティック」
- 「コント山口君と竹田君のおじゃまします」
- 「新伍のお待ちどうさま」
- 「クイズ・マネーイズマネー」
- 「早起きチャンネル520」
- 「三波春夫の人生の研究」
- 「朝からいいじゃん」
- 「天までとどけ」
- 「ジパングあさ6」他多数

映画
- 「じゃりン子チエ」（アニメ 1981）
- 「マンザイ太閤記」（アニメ 1981）

舞台
- 「横浜市企画局　ワールドカップサッカー推進　2002年FIFAワールドカップ日本・韓国開催に伴うオープニングイベント企画」（横浜国際総合競技場）（2000年2月24日）
- 「2002年へキックオフ」プレイベント第1弾！イリュージョンIN YOKOHAMA2000（パシフィコ横浜国立大ホール）（2000年5月30日）

### 作詞提供
- 関敬六「喜劇役者」(ローオンレコード株式会社)

## 著書

### 単著
- 『私説コメディアン史』白水社、1977年11月10日。ちくま文庫（決定版）2003
- 『花王名人劇場 笑算われにあり』徳間書店・トクマブックス, 1984.9
- 『上方芸能列伝』文藝春秋，1993.3 のち文庫,ちくま文庫
- 『笑いの放送史』NHK人間大学　日本放送出版協会，1994.10
- 『笑いをつくる 上方芸能笑いの放送史』日本放送出版協会・NHKライブラリー, 2002.6
- 『私説大阪テレビコメディ史　花登筐と芦屋雁之助』「年表作成：高田準、大西康裕」筑摩書房 2017.8
- 『永田キング　スポーツ漫才で一世を風靡した男の物語。いま新たな芸人伝説が光を放つ！！』鳥影社 2020.7
- 『ルーキー新一のイヤーンイヤーン人生』「資料協力：梅乃ハッパ、資料制作：大西康裕」 つちや書店 2021.5

### 共編著
- 『テレビ時代の名人芸グラフィティ : 花王名人劇場』レオ企画、1981年2月20日。
- 『漫才ブームメモリアル』（編著）レオ企画, 1982.1
- 『花王名人大賞にっぽんの芸人392』レオ企画、1983年4月4日。
- 『花王名人劇場さだまさしとゆかいな仲間』編、旺文社, 1987.1
- 『笑人間 花王名人劇場 上巻』（編著）角川書店, 1989.8。本巻のみ刊
- 電子メディアの近代史「井戸を掘った人々」の創造と挑戦の日々(株式会社ニューメディア)1996．10
- 笑賣往来（復刻版）別冊(吉本興業株式会社)1999．11
- 『テレビは何を伝えてきたか 草創期からデジタル時代へ』(ちくま文庫)2012.6。植村鞆音・大山勝美との共著
- 笑いは命の薬 Laughter is the best medicine, 発行：メディア・クラフト牡牛座 2013.9

(証言)
- 森光子　百歳の放浪記(中央公論新社）著：川良浩和　2020.3
  - (※第二章にて証言あり)

(その他）
- 笑いの現場ひょうきん族前夜からM－1まで　著：ラサール石井(角川SSコミュニケーションズ）2008．2
  - (※本誌にて紹介あり。)

- スラップスティック選集「別巻」私説人名事典　著：高平哲郎（ヨシモトブックス） 2016.2
  - 【人名事典：「さ行」に掲載→澤田隆治】（※掲載のみ）

- 笑劇の人生　著：芦屋小雁(新潮新書）2018．2
  - (※本誌にて紹介あり。)

## CD
- やすきよ漫才傑作選(1)〜(3)　横山やすし・西川きよし 1996
- 上方漫才黄金時代：実況録音(1)〜(8) 1996
- 桂三枝爆笑落語大全集(1)〜(4) 1997
- 上方漫才全集：実況録音  1999
- 澤田隆治が選んだ 爆笑!漫才傑作集(1)〜(5) 2004
- 覚えておきたい 大衆娯楽名セリフ集 歌舞伎舞篇(1)〜(2) 堺すすむ口演 2004
- 覚えておきたい 大衆娯楽名セリフ集 落語篇 堺すすむ口演 2004
- 覚えておきたい 大衆娯楽名セリフ集 芝居篇 堺すすむ口演 2004
- 覚えておきたい 大衆娯楽名セリフ集 浪曲篇  堺すすむ口演 2004
- 澤田隆治が選んだ中田ダイマル・ラケット ベスト漫才集 2005
- 澤田隆治が選んだ松鶴家光晴・浮世亭夢若 ベスト漫才集 2005
- 京山幸枝若浪曲全集　～左甚五郎シリーズ～CD10枚組（監修・解説）(コロムビアミュージックエンタテインメント）（2007．4）
- 爆笑東西傑作漫才集CD10枚組（監修・解説）(コロムビアミュージックエンタテインメント）(2007)
- てなもんや三度笠 ～藤田まことソング・コレクション～藤田まこと(監修・解説)(キングレコード)(2010)
- THAT'S浪曲ショー！！！宮川左近ショー 2CD  2011
- テケレッツノバ芙蓉軒麗花 2CD　 2011
- 歌江草紙　唄の旅正司歌江  2011
- コロムビア盤かしまし娘  2011
- ローオン歌謡列伝  2011
- ローオン歌謡列伝Ⅱ  2011
- 澤田隆治プレゼンツ　THIS IS 東京マンザイ！！！東京丸・京平  2012
- 澤田隆治が選んだ東西お笑いベスト漫才 CD5枚組＋DVD 2012
- も少し歩こうよ/景気音頭新山ひでや・やすこ　 2013
- ザ・ベスト想い出の昭和漫才　東澤田隆治選　2018
- ザ・ベスト想い出の昭和漫才　西澤田隆治選　2018
- 内海桂子・好江　傑作選内海桂子・好江  2020

## ビデオ
- てなもんや三度笠（コナミ工業、1巻3話・全4巻、VHS）
- てなもんや三度笠 傑作選（大映、発売：ヴイワン、1巻3話・全5巻、VHS）
- てなもんや三度笠 決定版（東阪企画、発売：ヴイワン、1巻3話・全5巻、VHS）
- 一芸名人集
- やすし・きよし漫才全集

## DVD
- てなもんや三度笠 爆笑傑作集（5枚組）（コロムビア、1巻2話・全5巻、VHS・DVD）2006
- 爆笑！！やすしきよし漫才大全集(全5巻)（YOSHIMOTO WORKS R and C）2007
- 紳竜の研究（VTR出演）（2枚組）（YOSHIMOTO R and C）2007
- 漫才ゴールデンエイジ（YOSHIMOTO R and C、全3巻）2009
- 花王名人劇場　桂三枝たったひとり会（全6巻）（YOSHIMOTO R and C）2012
- 夫婦漫才　新山ひでや・やすこ（ミソラレコード）2013
- 澤田隆治Presents最強の昭和爆笑漫才傑作集（2枚組）（YOSHIMOTO R and C）2013
- 「立川談志×桂枝雀」（解説）（3枚組）（ポニーキャニオン）2015
- 決定版　内海桂子・好江名選集(コロムビア)　2021